# Microregiunea Vác
Microregiunea Vác (în maghiară Váci kistérség) a fost o microregiune statistică (kistérség) din județul Pest, Ungaria.
Cu o populație de 72.943 locuitori și o suprafață de 431,78 km2, aceasta a existat până în 2014, când în Ungaria, microregiunile ”kistérségek” au fost înlocuite de districte (járások).